# Adolf Winkelmann (Politiker)
Adolf Winkelmann (* 31. März 1875 in Amelsbüren (Haus Köbbing); † 2. April 1951 in Albersloh) war ein preußischer Verwaltungsjurist, Gutsbesitzer und  Landrat.

## Leben
Nach dem Reifezeugnis am Gymnasium Brilon studierte Adolf Winkelmann an den Universitäten München, Bonn, Berlin, Kiel und Halle/Saale Rechtswissenschaften und legte am 10. November 1900 die Prüfung zum Gerichts-Referendar beim Oberlandesgericht Naumburg mit „ausreichend“ ab. Er war Mitglied der katholischen Studentenverbindungen  KStV Hansea Halle, KStV Baltia Kiel, KStV Arminia Bonn und KStV Saxonia München im KV.  1906 folgte die Prüfung zum Regierungs-Assessor mit gleichem Ergebnis und die Ernennung zum Regierungsassessor bei der Bezirksregierung Münster. Am 3. Juli 1906 wurde er an das Landratsamt Stallupönen überwiesen. Nach Tätigkeiten beim Landratsamt Minden und Polizeipräsidium Breslau wurde er am 1. November 1912 zunächst mit der Vertretung des Landrats des Kreises Büren und einen Monat später mit der kommunalen Verwaltung des Landratsamtes Büren beauftragt. Am 29. Oktober 1913 folgte die definitive Ernennung zum Landrat des Kreises Büren. Aus politischen Gründen wurde er kaltgestellt und im April 1921 zum Regierungsrat ernannt und an die Bezirksregierung Münster überwiesen. Durch die Personalabbauverordnung vom 8. Februar 1924 wurde er zum 1. Juni 1924 zunächst in den einstweiligen Ruhestand und zum 11. Oktober 1933 in den endgültigen Ruhestand versetzt.
Seinen Militärdienst leistete er als Einjährig-Freiwilliger beim 2. Westfälischen Feldartillerie-Regiment Nr. 22 in Münster und wurde hier Leutnant der Reserve und zuletzt Hauptmann der Reserve an der Feldartillerie-Schule.
Winkelmann war Mitglied des Provinziallandtags.

## Ehrungen
- Landwehrdienstauszeichnung II. Klasse
- Eisernes Kreuz II. Klasse am weiß-schwarzen Band